# Gaius Julius Iullus (consul in 489 v.Chr.)
Gaius Julius Iullus was een Romeins politicus, die in 489 v.Chr. consul van de Romeinse Republiek was.
Julius Iullus was lid van de patricische gens Julia. In 489 v.Chr. werd hij samen met Publius Pinarius Mamercinus Rufus tot consul verkozen. In dat jaar verbond de verbannen Gaius Marcius Coriolanus zich in Antium met Attius Tullius van de Volsken. Ze heroverden meerdere steden die eerder door de Romeinen waren ingenomen en trokken toen op tegen Rome. Coriolanus trok zich pas het jaar daarop terug, na aandringen van een groep Romeinse vrouwen waaronder zijn echtgenote en zijn moeder.